# Wampeltsham
Wampeltsham ist ein Gemeindeteil der Stadt Dorfen im oberbayerischen Landkreis Erding.

## Lage
Der Weiler Wampeltsham liegt 2,5 Kilometer südöstlich von Dorfen. Er liegt in der Luftlinie 800 Meter nordwestlich des Rastplatzes Fürthholz-Nord der Bundesautobahn A 94, von deren Ausfahrt 15 (Dorfen) er über eine zwei Kilometer lange Straßenverbindung erreichbar ist.

## Geschichte
Wampeltsham wird erstmals in den Jahren 1227–30 in Urkunden des Freisinger Domkapitel mit Nennung eines Chunrat de Wampoltsheim erwähnt. Ab 1462 erhielt der Richter von Dorfen eine jährliche Zuwendung von einem Wampeltshamer Gut.

## Dorfentwicklung

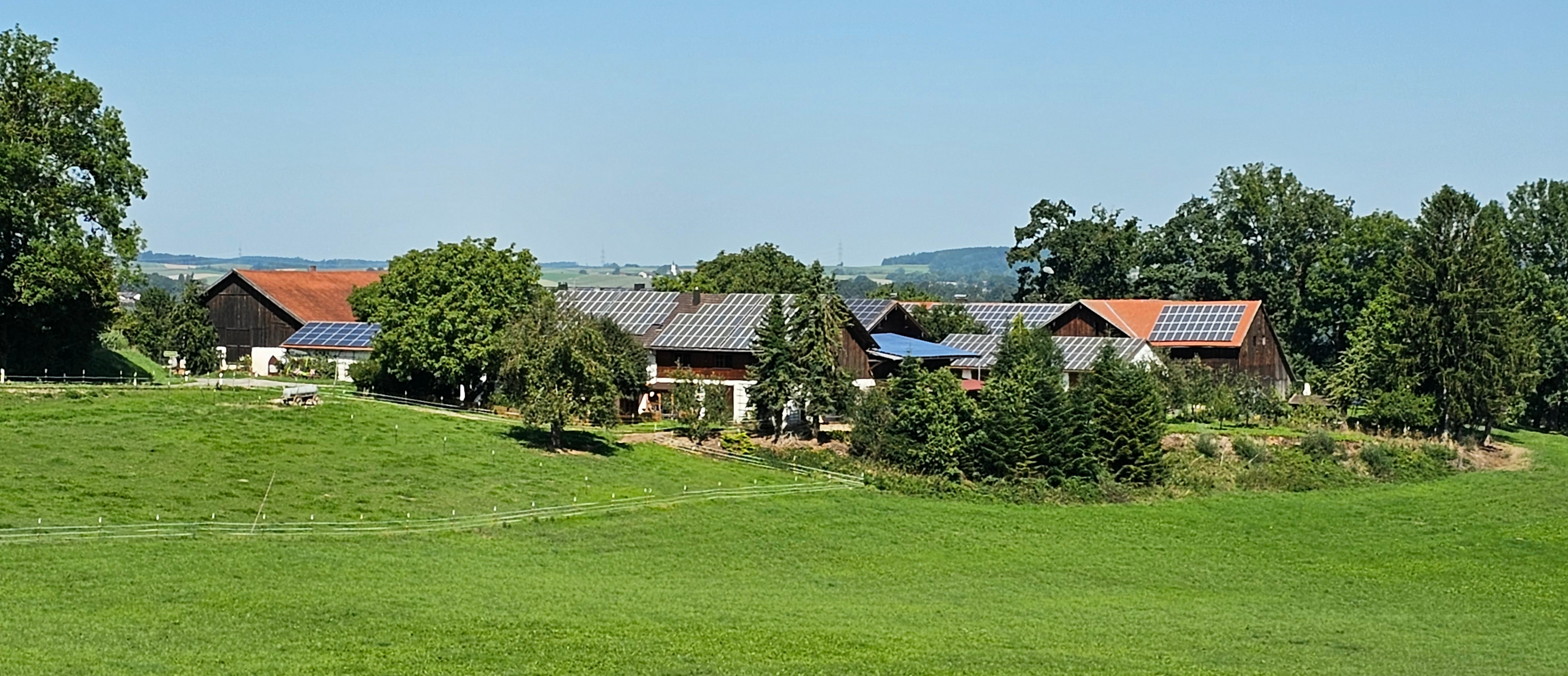
Photovoltaikanlagen von Ostsüdost

Die regionale Trendwende von konventioneller Landwirtschaft und Viehzucht hin zur Erzeugung von Bio-Agrarprodukten und erneuerbarer Energie ist in Wampeltsham deutlich sichtbar. Die historischen Traktoren aus den 1950er- und 1960er-Jahren sind in einer privaten Traktorensammlung eingelagert und die Dächer der landwirtschaftlichen Betriebe werden mit großflächigen Photovoltaikanlagen für die Sonnenenergiegewinnung genutzt.

## Bevölkerungsentwicklung
In Wampeltsham gab es 1871 insgesamt 15 Einwohner. Im Mai 1987 lebten dort 24 Einwohner in fünf Wohngebäuden.
| Jahr      | 1871 | 1925 | 1950 | 1970 | 1987 |
| Einwohner | 32   | 34   | 35   | 25   | 22   |

Photovoltaikanlagen auf den Dächern von Wampeltsham von Südsüdwest